# Tauroscypson andina
Tauroscypson andina är en tvåvingeart som beskrevs av Aczel 1956. Tauroscypson andina ingår i släktet Tauroscypson och familjen Ctenostylidae. Inga underarter finns listade i Catalogue of Life.